# Musée d'Art Moderne Grand-Duc Jean

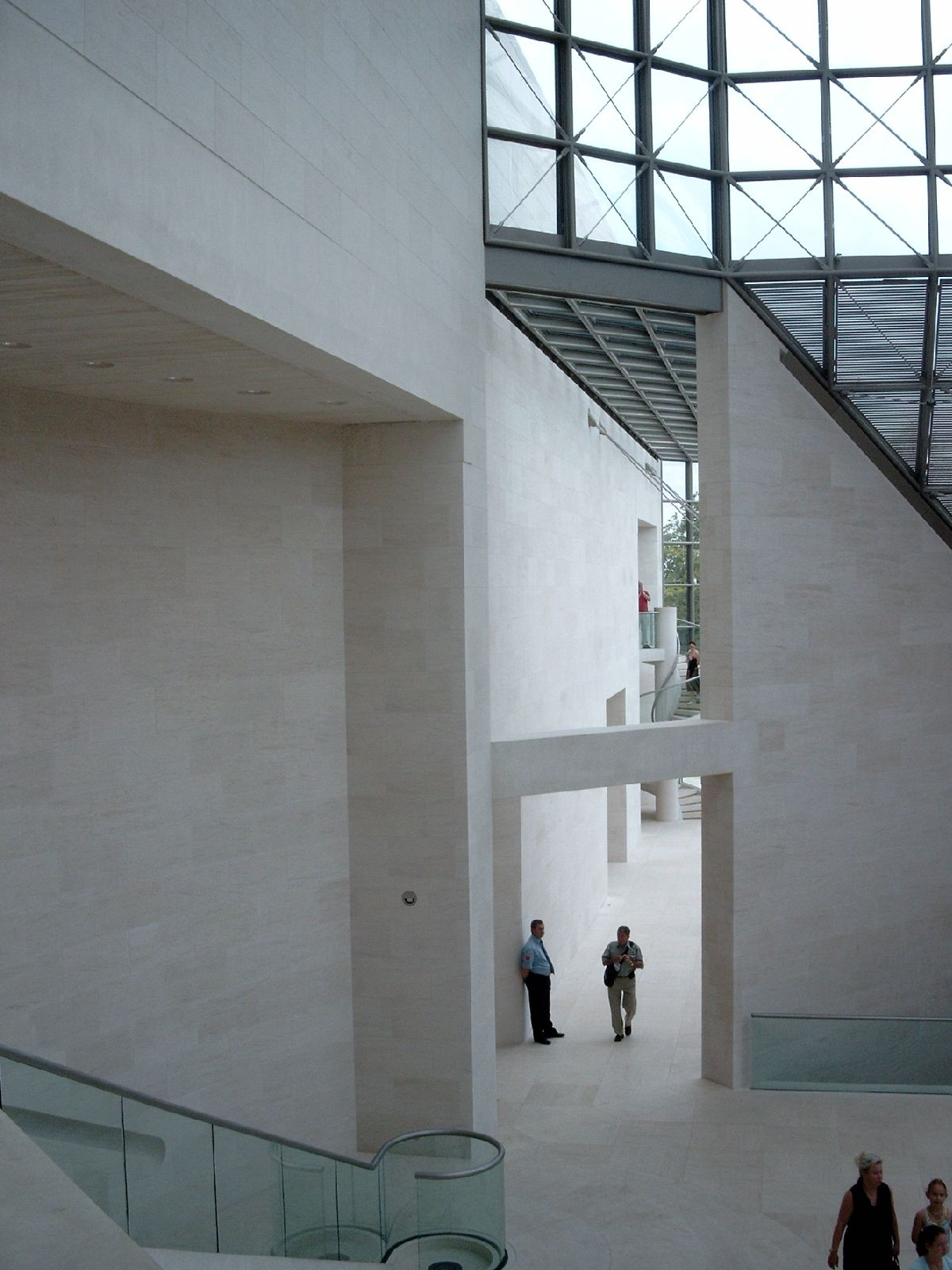
Binnenaanzicht MUDAM Luxemburg

Musée d'Art Moderne Grand-Duc Jean of MUDAM (Nederlands: Museum voor Moderne Kunst Groothertog Jan) is een kunstmuseum in Luxemburg (stad), gelegen op de Kirchberg, buiten het centrum en vlak bij Fort Thüngen. Het museum met een kunstcollectie van internationale allure werd geopend in de zomer van 2006, een jaar voordat de stad tijdelijk Culturele hoofdstad van Europa werd.

## Gebouw
Het gebouw is van de hand van de Chinese architect Ieoh Ming Pei, onder meer bekend van de glazen piramide van de verbouwing en uitbreiding van het Louvre en het ontwerp van de East Wing van de National Gallery of Art in Washington.
De structuur van het gebouw volgt de oude vijfhoekige verdedigingswallen van de hand van Sébastien Le Prestre de Vauban op de Kirchberg, gelegen in een park tussen het stadscentrum en de Europese wijk. De resten van het oude Fort Thüngen zijn nog duidelijk zichtbaar. Het accent van het gebouw ligt op de enorme entree. De honingkleurige kalksteen en de monumentale glaspartijen zorgen voor voldoende diffuus licht. Door monumentale trappen, hallen en doorgangen is slechts 40% van de 10.000 m² oppervlakte bruikbaar voor het exposeren van kunstwerken.

## Beleid
Het MUDAM profileert zich als een plek voor hedendaagse kunst waar de kunstenaar en de bezoeker centraal staan. Zo gaf men er carte blanche aan een aantal artiesten om specifiek werken te realiseren voor de uiteenlopende ruimtes van het museum zoals de tentoonstellingszalen, het auditorium en de museumshop. De bezoeker verwelkomt men met het devies: Be the artist's guest. De bezoekers zijn welkom in het museum om een tijdje rustig te verpozen, niet alleen om de kunst te bekijken, maar ook om te genieten van het uitzicht, iets te eten, de museumshop te bezoeken of met de kinderen aan de slag te gaan in het jeugdatelier. In het museum werken gidsen, mediateurs d'art contemporain, die het publiek opvangen en geïnteresseerden wegwijs te maken in de actuele kunst.

## De collectie
De museumverzameling bevat werken van kunstenaars en ontwerpers van hedendaagse kunst zoals:
Alvar Aalto, Marina Abramovic, Stephan Balkenhol, Bernd en Hilla Becher, Pierre Bismuth, Sophie Calle, Hussein Chalayan, Claude Closky, James Coleman, Tony Cragg, San Damon, Richard Deacon, Mark Dean, Stan Douglas, Jan Fabre, Ian Hamilton Finlay, Roland Fischer, Günther Förg, Gilbert & George, Nan Goldin, Andreas Gursky, Thomas Hirschhorn, Fabrice Hybert, William Kentridge, Mark Lewis, Richard Long, Michel Majerus, Christian Marclay, Martin Margiela, Steve McQueen, Bruce Nauman, Shirin Neshat, Albert Oehlen, Blinky Palermo, Philippe Parreno, Grayson Perry, Fiona Rae, Pipilotti Rist, Thomas Ruff, Thomas Scheibitz, Julian Schnabel, Cindy Sherman, Thomas Struth, Wolfgang Tillmans, Cy Twombly, Kara Walker.
Naast de internationaal bekende namen bestaat de collectie voor een relatief groot gedeelte uit minder bekende Franse en Luxemburgse kunstenaars waarmee de regionale eigenheid van de collectie benadrukt wordt.

## Actualiteit
De openingstentoonstelling Eldorado toonde werk van ruim zestig kunstenaars, een 'panoramisch overzicht' van de eigentijdse creatie in diverse media: schilder- en beeldhouwkunst, installaties, geluidswerken, video, fotografie, design, grafisch ontwerp, mode en de nieuwe media. Op kelderniveau onder het paviljoen is een medialab ingericht, een soort iGallery.
Van de Vlaamse kunstenaar Wim Delvoye is er een installatie te bezichtigen voorstellende een gotische kapel met vele vensters, waar men niet de bekende heiligen of religieuze taferelen vindt maar een compositie van radiografieën van zoenende en vrijende paartjes. De skeletten en de schedels van de röntgenopnamen herinneren aan de dood, zoals de vanitasschilderijen van de oude meesters. Verder is er werk van de Belg Didier Vermeiren met een monument voor Victor Hugo dat uit twee op elkaar geplaatste sokkels bestaat. In 2007 toonde het museum een expositie met werken van de in 2002 overleden Luxemburgse kunstenaar Michel Majerus.

## Bestuur
Het museum wordt geleid door Marie-Claude Beaud, voormalig medewerkster van de Foundation Cartier in Parijs. Zij gelooft niet in formalisme, maar in de 'kleine muziekjes' van kunstenaars die kanttekeningen plaatsen bij de wereld van vandaag.
Het wetenschappelijk comité van het museum is samengesteld uit Carmen Giménez van het Guggenheim Museum (New York), Paul Reiles, directeur van het Musée national d'histoire et d'art de Luxembourg, Stephan Schmidt-Wulffen, directeur van het Academie van Schone Kunsten van Wenen en Nicholas Serota, directeur van de Tate Gallery in Londen.